# Uniformni zvezdni polieder
Uniformni zvezdni polieder je sebesekajoči uniformni polieder. Imenuje se tudi nekonveksni polieder. Vsak polieder ima stranske ploskve, ki so zvezdni mnogokotniki, imajo za slike oglišč zvezdne mnogokotnike ali oboje. 
Polna skupina 57 neprizmatičnih uniformnih poliedrov vključuje 4 pravilne, ki se imenujejo  Kepler-Poinsotovi poliedri, 5 je kvazipravilnih poliedrov in 48 je polpravilnih. 
Razen tega obstaja še neskončna množica uniformnih zvezdnih prizem in uniformnih zvezdnih antiprizem. Tako kot neizrojeni zvezdni mnogokotniki, ki imajo mnogokotniško gostoto večjo od 1 in pripadajo krožnim mnogokotnikom s prekrivajočimi se ploščicami, zvezdni poliedri ne potekajo skozi središče in imajo politopsko gostoto večjo od 1, ter odgovarjajo sfernim poliedrom s prekrivajočimi se ploščicami. Obstaja 48 takšnih uniformnih zvezdnih poliedrov. Ostalih 9 neprizmatičnih uniformnih zvezdnih poliedrov, ki tečejo skozi središče, je polpoliedrov in ne odgovarjajo sfernim poliedrom, ker se jim ne da na enoličen način projicirati središča na sfero. 
Nekonveksne oblike se lahko konstruirajo s pomočjo Schwarzevih trikotnikov.

## Diedrska simetrija
Glej prizmatični uniformni polieder.

## Tetraedrska simetrija
Obstajata dve nekonveksni obliki. To sta tetrahemiheksaeder in octahemioktaeder, ki imata tetraedersko simetrijo z osnovno domeno Möbiusovega trikotnika (3 3 2)).
Obstojata dva Schwarzeva trikotnika, ki enolično generirata nekonveksne uniformne poliedre: eden je pravokotni trikotnik (3/2 3 2) in en splošni trikotnik (3/2 3 3).
| razvrstitev oglišč (konveksna ogrinjača)     | nekonveksne oblike                      | nekonveksne oblike |
| -------------------------------------------- | --------------------------------------- | ------------------ |
| tetraeder                                    |                                         |                    |
| rektificirani tetraeder (oktaeder)           | Tetrahemiheksaeder4.3/2.4.3) 3/2 3 \| 2 |                    |
| prisekani tetraeder                          |                                         |                    |
| kantelirani tetraeder (kubooktaeder)         | (6.3/2.6.3) 3/2 3 \| 3                  |                    |
| omniprisekani tetraeder (prisekani oktaeder) |                                         |                    |
| prirezani tetraeder (ikozaeder)              |                                         |                    |

## Oktaedrska simetrija
Obstaja 8 konveksnih in 10 nekonveksnih oblik z oktaedersko simetrijo  z osnovno domeno Möbiusovega trikotnika (4 3 2)).
Znani so štirje Schwarzevi trikotniki, ki nekonveksne oblike, od tega sta dva za pravokotne trikotnike (3/2 4 2) in (4/3 3 2) ter dva za splošne trikotnike: (4/3 4 3) in (3/2 4 4), ki generirajo nekonveksne oblike.
| razvrstitev oglišč (konveksna ogrinjača) | nekonveksne oblike                 | nekonveksne oblike       | nekonveksne oblike     |
| ---------------------------------------- | ---------------------------------- | ------------------------ | ---------------------- |
| kocka                                    |                                    |                          |                        |
| oktaeder                                 |                                    |                          |                        |
| kubooktaeder                             | (6.4/3.6.4) 4/3 4 \| 3             |                          |                        |
| prisekana kocka                          | (4.8/3.4/3.8/5) 2 4/3 (3/2 4/2) \| | (8/3.3.8/3.4) 3 4 \| 4/3 | (4.3/2.4.4) 3/2 4 \| 2 |
| prisekani oktaeder                       |                                    |                          |                        |
| rombikubooktaeder                        | (4.8.4/3.8) 2 4 (3/2 4/2) \|       | (8.3/2.8.4) 3/2 4 \| 4   | (8/3.8/3.3) 2 3 \| 4/3 |
| neuniformni prisekani kubooktaeder       | (4.6.8/3) 2 3 4/3 \|               |                          |                        |
| neuniformni prisekani kubooktaeder       | (8/3.6.8) 3 4 4/3 \|               |                          |                        |
| prirezana kocka                          |                                    |                          |                        |

## Ikozaedrska simetrija
Znanih je 8 konveksnih in 46 nekonveksnih oblik z ikozaedersko simetrijo z osnovno domeno Möbiusovega trikotnika (5 3 2). Nekatere od prirezanih oblik imajo zrcalno ogliščno simetrijo.
| razvrstitev oglišč (konveksna ogrinjača) | nekonveksne oblike | nekonveksne oblike | nekonveksne oblike               | nekonveksne oblike     | nekonveksne oblike | nekonveksne oblike | nekonveksne oblike | nekonveksne oblike |
| ---------------------------------------- | ------------------ | ------------------ | -------------------------------- | ---------------------- | ------------------ | ------------------ | ------------------ | ------------------ |
| ikozaeder                                | {5,5/2}            | {5/2,5}            | {3,5/2}                          |                        |                    |                    |                    |                    |
| neuniformni prisekani ikozaeder 2 5 \|3  | U37 2 5/2 \| 5     | U61 5/2 3 \| 5/3   | U67 5/3 3 \| 2                   | U73 2 5/3 (3/2 5/4) \| |                    |                    |                    |                    |
| neuniformni prisekani ikozaeder 2 5 \|3  | U38 5/2 5 \| 2     | U44 5/3 5 \| 3     | U56 2 3 (5/4 5/2) \|             |                        |                    |                    |                    |                    |
| neuniformni prisekani ikozaeder 2 5 \|3  | U32 \| 5/2 3 3     |                    |                                  |                        |                    |                    |                    |                    |
| ikozidodekaeder 2 \| 3 5                 | U49 3/2 3 \| 5     | U51 5/4 5 \| 5     | U54 2 \| 3 5/2                   | U70 5/3 5/2 \| 5/3     | U71 3 3 \| 5/3     | U36 2 \| 5 5/2     | U62 5/3 5/2 \| 3   | U65 5/4 5 \| 3     |
| prisekani dodekaeder 2 3 \| 5            | U42                | U48                | U63                              |                        |                    |                    |                    |                    |
| neuniformni prisekani dodekaeder         | U72                |                    |                                  |                        |                    |                    |                    |                    |
| dodekaeder                               | {5/2,3}            | U30                | U41                              | U47                    |                    |                    |                    |                    |
| rombiikozidodekaeder                     | U33                | U39                | U58                              |                        |                    |                    |                    |                    |
| Beveled Dodecahedron                     | U55                |                    |                                  |                        |                    |                    |                    |                    |
| neuniformni rombiikozidodekaeder         | U31                | U43                | U50                              | U66                    |                    |                    |                    |                    |
| neuniformni rombiikozidodekaeder         | U75                | U64                | Skillingova oblika (glej spodaj) |                        |                    |                    |                    |                    |
| neuniformni prisekani ikozidodekaeder    | U45                |                    |                                  |                        |                    |                    |                    |                    |
| neuniformni prisekani ikozidodekaeder    | U59                |                    |                                  |                        |                    |                    |                    |                    |
| neuniformni prisekani ikozidodekaeder    | U68                |                    |                                  |                        |                    |                    |                    |                    |
| neuniformni prirezani dodekaeder         | U40                | U46                | U57                              | U69                    | U60                | U74                |                    |                    |

## Skillingova oblika
Eden izmed ostalih nekonveksnih poliedrov je veliki dvojnoprirezani dirombidodekaeder, ki je znan kot Skillingova oblika. Je ogliščno uniformen. Pari robov sovpadajo v prostoru. Štiri stranske ploskve se tako srečajo na istem robu. Ima simetrijo Ih.

## Izrojene oblike
Coxeter (1907-2003) je našel večje število izrojenih zvezdnih poliedrov s pomočjo Wythoffove konstrukcije. Ti poliedri vsebujejo prekrivajoče se robove in oglišča. Takšni izrojeni obliki sta:
- mali kompleksni ikozidodekaeder
- veliki kompleksni ikozidodekaeder